# 石谷春貴
石谷春貴（日语：／ Ishiya Haruki，1992年1月14日—），日本男性聲優。宮崎縣出身。現屬大澤事務所。

## 人物
Pro-Fit聲優養成所畢業。擅長並喜好跑步。2021年11月4日，所屬經紀公司Pro-Fit公告2022年3月後停止業務，故自2022年1月1日起轉屬大澤事務所。

## 出演作品
※粗體字為主要角色。

### 電視動畫
2013年
- 戀愛研究所（男子）
- 幻想玩偶（男子）
- 我不受歡迎，怎麼想都是你們的錯！（男子學生）
- 青春紀行（新入學生2）
- 噬血狂襲（船員、快遞員）
- 我要成為世界最強偶像（觀客）
- 機巧少女不會受傷（學生B）

2014年
- 青春紀行（前輩男子D）
- 魔女的使命（男子學生）
- 流浪神差（男）
- 愚者信長（謙信的家臣）
- Selector infected WIXOSS（小湊步[6]）
- 如果折斷她的旗（放送部員A）
- 漫畫家與助手（快遞員）
- NO GAME NO LIFE 遊戲人生（農林大臣）
- 龍孃七七七埋藏的寶藏（店員）
- M3～其為黑鋼～（男子學生A、店員）
- 月刊少女野崎同學（男子）
- 刀劍神域Ⅱ（貓妖、玩家）
- 白銀的意志 ARGEVOLLEN（男性護士）
- 修業魔女璐璐萌（菅原始）
- Persona4 the Golden ANIMATION（男子）
- 精靈使的劍舞（觀客）
- Selector spread WIXOSS（小湊步）
- 魔彈之王與戰姬（傳令）
- 尋找失去的未來
- 狼少女和黑王子（上田一輝、情侶男性、搭訕男）

2015年
- 四月是你的謊言（觀客、男學生）
- 純潔的瑪利亞（騎士B）
- 聖劍使的禁咒詠唱（竹中）
- 在地下城尋求邂逅是否搞錯了什麼（客、成員B、加努的夥伴A、勞爾·諾德）
- 食戟之靈（男子學生C、男子學生A、服務部門男子A）
- 終結的熾天使（警備兵、吸血鬼、士兵）
- 亞爾斯蘭戰記（士兵）
- 鑽石王牌－SECOND SEASON－（東尾修二、觀客、增田篤史[7]、安達）
- 庭球社 第4季（盜賊B、兔龜中選手B、水雲狂熱者C）
- 我是高宮茄乃！（男B、ヤ●ザA、闇の男C）
- 吹響吧！上低音號（塚本秀一[8]）
- Charlotte（男子學生雨宮）
- 出包王女DARKNESS 第2季（學生B）
- 比堅尼戰士（魔法士、謎之聲）
- 重裝武器（士兵）
- 落第騎士英雄譚（學生們、高年生）
- 排球少年！！第二季（扇西隊員、唐松拓巳）
- 機動戰士GUNDAM 鐵血的孤兒（查德·查丹、少年兵）
- 高校星歌劇（學生）
- 終結的熾天使 名古屋決戰篇（アナウンス、貴族、士兵）

2016年
- 重裝武器（管制官）
- 鑽石王牌－SECOND SEASON－（藥師選手）
- 舞武器·舞亂伎（學生、野野由樹）
- Dimension W（學生）
- Re:從零開始的異世界生活（村裡年輕人、村人）
- 飛翔的魔女（警官）
- 兔龜（學生B）
- 食戟之靈 貳之皿（觀眾B）
- 亞爾斯蘭戰記 風塵亂舞（士兵、市民、海賊）
- 發條精靈戰記 天鏡的極北之星（尼巴特·修）
- 齊木楠雄的災難（帥氣男子、學生B、前田孝之、杉山春夫、年輕人C）
- 超心動！文藝復興（男學生）
- 吹響吧！上低音號2（塚本秀一[9]）
- 輕拍翻轉小魔女（村人）
- 超自然9人組（男學生A、男性、大學生）
- 啟航吧！編舟計畫（社員）

2017年
- 秋葉原之旅 -THE ANIMATION-（傳木凱保[10]）
- 人渣的本願（水笛龍也、男）
- Classica Loid（工作人員）
- 風夏（男性客、觀眾、樂團成員）
- 愛麗絲與藏六（三鷹）
- Re:CREATORS（男、菱川）
- 在地下城尋求邂逅是否搞錯了什麼 外傳 劍姬神聖譚（勞爾·諾德）
- 100%帕斯卡老師（英雄帕斯卡／英雄帕斯卡V）
- 有頂天家族2（警官）<! -- 2017-04-17 -->
- 18if（吉祥物潛夢者）
- Gamers 電玩咖！（雅也）
- 妖怪公寓的優雅日常（石井、男子A）
- 解謎之音（阿尼布）
- 活擊 刀劍亂舞（市村鐵之助）
- 食戟之靈 餐之皿（不良學生）
- 偶像大師 SideM -Episode of Jupiter-（工作人員）
- Infini-T Force（年輕人）
- 食戟之靈 餐之皿（不良學生）
- Wake Up, Girls! 新章（男子B、WUG支持者C）
- 咕嚕咕嚕魔法陣（加利洛）
- 調教咖啡廳（客人）
- 動畫同好會（學生）
- 將國戡亂記（市民C）
- 如果有妹妹就好了。（客人B）

2018年
- 霸穹 封神演義（牧羊少年）
- 妖精森林的小不點（草蜢收賬員）
- 牙鬥獸娘（學生、流氓）
- 皇帝聖印戰記（伊格爾·康士坦斯、近衛兵、諾爾德伯）
- 偶像學園Friends！（友希和音）
- 甜蜜懲罰～我是看守專用寵物（警備員A、鮫島剛、囚人）
- 極道超女（學生會長）
- DEVILSLINE 惡魔戰線（警官、宇野、機動隊員）
- DARLING in the FRANXX（職員D）
- 東京喰種:re（黑磐武臣）
- Lostorage conflated WIXOSS（小湊步）
- 和風喫茶鹿楓堂（柴野亮平）
- 屁屁偵探（猴子千惠男、眼鏡男）
- 黃金神威（三島）
- 惡魔高校D×D HERO（利班·克羅塞爾、歷代白龍皇）
- Banana Fish（亞歷克斯）
- 昴宿七星（劍士、冒險者）
- 高分少女（小學生男子A）
- OVERLORD III（貝斯貝亞侯））
- Radiant 虛空魔境（住民D、皮伊、士兵B、新人、約翰·傑克、士兵C）
- 刀劍神域 Alicization（吉克）
- 東京喰種:re 第2期（黑磐武臣）
- 關於我轉生變成史萊姆這檔事（利格魯）
- 宇宙戰艦提拉米斯II（生協的人）
- 我讓最想被擁抱的男人給威脅了。（三田丸一）
- RErideD -穿越時空的德理達-（芬特）

2019年
- 笑容的代價（皮亞斯·索恩[11]）
- 輝夜姬想讓人告白～天才們的戀愛頭腦戰～（男學生A）
- 不吉波普不笑（實習醫生）
- Endro～！（四天王D、男）
- 偶像學園Friends！〜閃耀的寶石〜（友希和音）
- 魔法水果籃（快遞員、男性客人）
- 一弦定音！（足立實康[12]）
- 賢者之孫（騎士養成士官學院生）
- 女高中生的虛度日常（帥哥）
- Dr.STONE 新石紀（科學部部員）
- 星光頻道（麥可黒川）
- 普通攻擊是全體二連擊，這樣的媽媽你喜歡嗎？（大好真人[13]）
- 艾梅洛閣下II世事件簿 -魔眼搜集列車 Grace note-（學生）
- 戰姬絕唱SYMPHOGEAR XV（暴走族）
- TRY KNIGHTS（天河將吾）
- 我們真的學不來！第2期（吉田）
- 刀劍神域 Alicization War of Underworld（吉克）
- 非洲的動物上班族（水獺）
- 星合之空（川上翔）

2020年
- Radiant 虛空魔境 第2期（異端審問所 士兵B）
- 成群結伴！西頓學園（間樣人[14]）
- 異種族風俗娘評鑑指南（常駐龍套A）
- 籃球少年王（橘）
- 偶像學園 on Parade！（友希和音）
- 試證明理科生已墜入情網。（男子）
- 食戟之靈 豪之皿（料理人K）
- 輝夜姬想讓人告白？～天才們的戀愛頭腦戰～（選舉委員）
- 夢夢貓（機器人）
- 格萊普尼爾（森田）
- 小書痴的下剋上：為了成為圖書管理員不擇手段！ 第2期（斯基科薩）
- GREAT PRETENDER（リーダー）
- パズドラ（ハルマ）
- 『催眠麥克風 -Division Rap Battle-』Rhyme Anima（山田二郎）
- 在地下城尋求邂逅是否搞錯了什麼III（勞爾·諾德）
- 魔女之旅（町人）
- 戰翼的希格德莉法（馬場・凌士）

2021年
- 偶像榮耀（牧野航平）
- 裝甲娘戰機（團員）
- 花樣滑冰Stars（花野唯織）
- 關於我轉生變成史萊姆這檔事 第2期（利格魯）
- 堀與宮村（溝内大樹）
- 關於我轉生變成史萊姆這檔事 轉生史萊姆日記（利格魯）
- 如果究極進化的完全沉浸RPG比現實還更像垃圾遊戲的話（馬欽）
- 86－不存在的戰區－（戴亞·伊爾瑪）
- 聖女魔力無所不能（戴米恩·戈爾茨）
- 東京復仇者（少年B、愛美愛主D、東卍A、東卍）
- 七騎士 革命 -英雄的繼承者-（盧克斯）
- 龍先生、想要買個家。（士兵B）
- 我們的重製人生（鹿苑寺貫之）
- EDENS ZERO 伊甸星原（仿生人研究员）
- 暗夜第六感 2041（龜田洋次）
- Muv-Luv Alternative（岩城副官）
- 結城友奈是勇者 -大滿開之章-
- TSUKIPRO THE ANIMATION 2（AD）
- 鬼滅之刃 遊郭篇（螳螂鬼）

2022年
- 戀上換裝娃娃（學生）
- ORIENT 東方少年（真田青志[15]）
- 薔薇王的葬列（安東尼）
- 現實主義勇者的王國重建記（皮特利·薩拉森）
- 白領羽球部（八神純[16]）
- RPG不動產（魔法師）
- 輝夜姬想讓人告白-超級浪漫-（王子）
- 歡迎來到實力至上主義的教室 2nd Season（濱口哲也）
- 神渣☆偶像（灘雪成）
- 卡片戰鬥!! 先導者 will+Dress（會社員）
- 惑星公主蜥蜴騎士（秋谷稻近〈青年〉）
- 黃金神威 第4期（少年們）
- 入間同學入魔了！（華盧布）

2023年
- 不要欺負我，長瀞同學 2nd Attack（會長）
- 我想成為影之強者！（男學生、學生）
- 異世界悠閒農家（達尬）
- 最強陰陽師的異世界轉生記（男）
- 和山田談場Lv999的戀愛（男性客）
- 六道的惡女們（飯沼波瑠也[17]）
- 魔法少女毀滅者（偶像御宅族[18]）
- 堀與宮村 piece（溝内大樹）
- 白聖女與黑牧師（亞伯[19]）
- 『催眠麥克風 -Division Rap Battle-』Rhyme Anima +（山田二郎[20]）

2024年
- 反派千金等級99～我是隱藏頭目但不是魔王～（威廉·阿雷斯[21]）
- 肌肉魔法使-MASHLE- 神覺者候補選拔試驗篇（學生、蓋爾·加雷特）
- 吹響吧！上低音號3（塚本秀一[22]）
- 戰隊大失格（戰鬥員A）
- 關於我轉生變成史萊姆這檔事 第3期（利格魯）
- Unnamed Memory 無名記憶（雷納托）
- 搖曳露營△ SEASON3（小谷朝日）
- 小市民系列（尾崎）
- 地下城中的人（阿托托）
- 成為名留歷史的壞女人吧（威廉斯·亨利[23]）
- 聽說你們要結婚！？（伊槻佳祐[24]）
- 村井之戀（平井[25]）
- 多數欠（賀來戰[26]）
- 孤單一人的異世界攻略（肌肉笨蛋C[27]、盜賊B）
- 重啟人生的千金小姐正在攻略龍帝陛下（雨果）
- 蠟筆小新（客人A）
- 魔王2099（亞伯特·海格拉姆斯）

2025年
- 青春特調蜂蜜檸檬蘇打（男學生）
- 想星機械天使 Myth of Emotions（天翅族）
- Unnamed Memory 無名記憶 Act.2（雷納托）
- Re:從零開始的異世界生活 3rd season（提姆茲）
- 群花綻放、彷如修羅（薄賴光希）
- WITCH WATCH 魔女守護者（原毅）
- 朋友的妹妹只纏着我（大星明照）
- 機械女僕·瑪麗（亞瑟[28]）
- 桃源暗鬼（並木度馨[29]）

2026年
- 我和班上第二可愛的女生成為朋友（前原真樹[30]）

### OVA
2013年
- 出包王女DARKNESS（學生A）

2014年
- 最近，妹妹的樣子有點怪？（モブ男）

2016年
- 出包王女DARKNESS（ゴクツブ）
- 噬血狂襲Ⅱ「逃亡的第四真祖篇Ⅰ」（男性B）

2017年
- 蒼藍雷霆 鋼佛特（吉諾）

### 動畫電影
2013年
- PERSONA3 THE MOVIE #1 Spring of Birth（不良E）

2015年
- 心靈想要大聲呼喊。（福島龍二[31]）

2016年
- 劇場版 吹響吧！上低音號～歡迎加入北宇治高中管樂團～（塚本秀一[8]）
- CYBORG009 CALL OF JUSTICE（008／皮曼）

2017年
- 刀劍神域劇場版：序列爭戰
- 哥吉拉 怪獸惑星（喬希·埃默森）

2018年
- 劇場版 吹響吧！上低音號～想傳達的旋律～（塚本秀一）
- 哥吉拉 決戰機動增殖都市（喬希·埃默森）
- 哥吉拉 噬星者（喬希·埃默森）

2019年
- 劇場版 吹響吧！上低音號～誓言的終章～（塚本秀一）
- 乘浪之約（男B）
- HUMAN LOST 人間失格（日语：HUMAN LOST 人間失格）（Shell局員C）

2020年
- 屁屁偵探 瓢蟲遺跡之謎（チャウチャウ刑事）

2021年
- 屁屁偵探 舒芙蕾島的秘密（たなかメガネ）
- 讓我聽見愛的歌聲（鈴山）

2022年
- 再見了，橡果兄弟！－奇蹟的暑假－（男學生）
- 劇場版 關於我轉生變成史萊姆這檔事 紅蓮之絆篇（利格魯）

2023年
- 特別篇 吹響吧！上低音號～合奏團競賽篇～（塚本秀一[32]）

2025年
- 電影版『催眠麥克風 -Division Rap Battle-』（山田二郎[33]）
- 一百公尺。—100M—（經田[34]）

### 網路動畫
2015年
- 怪物彈珠（中學生C）

2025年
- 迪士尼 扭曲仙境 動畫版（Sebek Zigvolt[35]）

### 遊戲
2014年
- 蒼藍雷霆 鋼佛特（吉諾）[36]
- 刀剑神域 虚空断章

2015年
- 模擬樂團（白雪徹平）[37][38]
- 追尋者傳說（主人公〈男〉）[39]
- 疾走王子（逢澤睦史[40]、閑野誠[41]）

2016年
- 新楓之谷（戴米安）[42]

2019年
- On Air!（日语：オンエア！）（青柳帝）[43]

2020年
- 迪士尼扭曲世界（Sebek Zigvolt）[44]
- エリオスライジングヒーローズ（如月レン）
- 徒花異譚（桃太郎）

2021年
- Fate/Grand Order（貝里爾·伽特）

### 廣播劇CD
2015年
- 蒼藍雷霆 鋼佛特 平穏への憧憬（吉諾）[45]

2020年
- 朋友的妹妹只纏着我（大星明照）

2023年
- 小書痴的下剋上：為了成為圖書管理員不擇手段！ 廣播劇CD10（斯基科薩、拉塞法姆[46]）

### 廣播劇
2014年
- 「放送禁止。」[47]

### 語音漫畫
2022年
- 三色便當（鳴海聰[48]）

### 其它
2015年
- INTI CREATES FAN FESTA 2015  INTI CREATES FAN MEETING[49]

## 外部連結
- 大澤事務所官方資料 （页面存档备份，存于）
- 石谷春貴的X（前Twitter）